# Canton de Montfaucon-d'Argonne
Le canton de Montfaucon-d'Argonne est une ancienne division administrative française, qui était située dans le département de la Meuse et la région Lorraine.
Le canton est créé en 1790 sous la Révolution française. À la suite du redécoupage cantonal de 2014, le canton est supprimé.

## Géographie
Ce canton est organisé autour du chef-lieu Montfaucon-d'Argonne et fait partie intégralement de l'arrondissement de Verdun. Son altitude varie de 165 m (Gesnes-en-Argonne) à 382 m (Consenvoye) pour une altitude moyenne de 245 m. Sa superficie est de 203 km2.

## Histoire
Le canton de Montfaucon fait partie du district de Clermont & Varennes, créé par le décret du 30 janvier 1790 et qui sera simplifié en district de Clermont.
Après la suppression des districts en 1795, le canton intègre l'arrondissement de Montmédy lors de la création de celui-ci en 1801.
En 1926, l'arrondissement de Montmédy est supprimé, et le canton intègre l'arrondissement de Verdun.
En 1989, à la suite du renommage de la commune chef-lieu Montfaucon en Montfaucon-d'Argonne, le canton change également de nom pour devenir le canton de Montfaucon-d'Argonne.
À la suite du redécoupage cantonal de 2014, le canton est supprimé. Toutes les communes se retrouvent intégrées dans le canton de Clermont-en-Argonne.

## Composition
Le canton de Montfaucon-d'Argonne regroupe 17 communes :
| Nom                              | Code Insee | Intercommunalité                      | Superficie (km2) | Population (dernière pop. légale) | Densité (hab./km2) |
| -------------------------------- | ---------- | ------------------------------------- | ---------------- | --------------------------------- | ------------------ |
| Montfaucon-d'Argonne (chef-lieu) | 55346      | CC Argonne-Meuse                      | 23,61            | 326 (2014)                        | 14                 |
| Bantheville                      | 55028      | CC du Pays de Stenay et du Val Dunois | 14,28            | 130 (2014)                        | 9,1                |
| Brabant-sur-Meuse                | 55070      | CC Argonne-Meuse                      | 6,90             | 128 (2014)                        | 19                 |
| Cierges-sous-Montfaucon          | 55115      | CC Argonne-Meuse                      | 9,15             | 52 (2014)                         | 5,7                |
| Consenvoye                       | 55124      | CC Argonne-Meuse                      | 15,85            | 303 (2014)                        | 19                 |
| Cuisy                            | 55137      | CC Argonne-Meuse                      | 5,56             | 53 (2014)                         | 9,5                |
| Cunel                            | 55140      | CC du Pays de Stenay et du Val Dunois | 4,69             | 13 (2014)                         | 2,8                |
| Dannevoux                        | 55146      | CC du Pays de Stenay et du Val Dunois | 14,40            | 223 (2014)                        | 15                 |
| Épinonville                      | 55174      | CC Argonne-Meuse                      | 14,06            | 67 (2014)                         | 4,8                |
| Forges-sur-Meuse                 | 55193      | CC Argonne-Meuse                      | 15,97            | 118 (2014)                        | 7,4                |
| Gercourt-et-Drillancourt         | 55206      | CC Argonne-Meuse                      | 13,60            | 136 (2014)                        | 10                 |
| Gesnes-en-Argonne                | 55208      | CC Argonne-Meuse                      | 7,06             | 54 (2014)                         | 7,6                |
| Nantillois                       | 55375      | CC du Pays de Stenay et du Val Dunois | 7,66             | 64 (2014)                         | 8,4                |
| Regnéville-sur-Meuse             | 55422      | CC Argonne-Meuse                      | 3,81             | 48 (2014)                         | 13                 |
| Romagne-sous-Montfaucon          | 55438      | CC Argonne-Meuse                      | 15,70            | 194 (2014)                        | 12                 |
| Septsarges                       | 55484      | CC Argonne-Meuse                      | 8,86             | 47 (2014)                         | 5,3                |
| Sivry-sur-Meuse                  | 55490      | CC du Pays de Stenay et du Val Dunois | 22,24            | 378 (2014)                        | 17                 |

## Représentation

### Conseillers d'arrondissement (de 1833 à 1940)
Le canton de Montfaucon appartenait à l'arrondissement de Montmédy jusqu'à sa disparition en 1926.
| Période                                  | Période          | Identité                                   | Étiquette   | Qualité |
| ---------------------------------------- | ---------------- | ------------------------------------------ | ----------- | --- |
| 1833                                     | 1835 (décès)     | Jean-Baptiste Raulin                       | Gauche      | Juge de paix à Montfaucon, ancien député (1820-1823)                                                        |
| 1836                                     | 1839             | Philippe Collas-Gatelet                    |             | Propriétaire à Montfaucon                                                                                   |
| 1839                                     | 1845             | Pierre Nicolas Godet (1801-1877)           |             | Notaire à Sivry                                                                                             |
| 1845                                     | 1852             | Nicolas Gatelet (1812-1873)                |             | Instituteur, propriétaire à Bantheville et à Romagne-sous-Montfaucon                                        |
| 1852                                     | 1871 (décès)     | Philippe Maurice Collas-Trussy (1795-1871) |             | Notaire, maire de Montfaucon                                                                                |
| 1871                                     | 1881             | M. Forget                                  |             | Rentier à Dannevoux                                                                                         |
| 1881                                     | 1896 (démission) | Ernest Godart                              | Républicain | Notaire à Dannevoux                                                                                         |
| 1896                                     | 1901             | Pierre-Eugène Mondot                       |             | Rentier, maire de Montfaucon                                                                                |
| 1901                                     | 1910             | Pierre Adrien Bémer                        |             | Industriel, conseiller municipal puis maire de Montfaucon                                                   |
| 1910                                     | 1925             | Jean-Baptiste-Léonard Gavard               |             | Propriétaire, maire de Bantheville, juge de paix                                                            |
| 1925                                     | 1931             | Alexandre Fréminet                         |             | Propriétaire, ancien maire de Montfaucon                                                                    |
| 1931                                     | fév.1936 (décès) | Albert Marchand                            |             | Commandant honoraire, maire de Septsarges                                                                   |
| 28 mars 1936                             | 1940             | André Peccavy (1906-1991)                  | Droite      | Vétérinaire à Consenvoye                                                                                    |
| 1940                                     |                  |                                            |             | Les conseils d'arrondissement ont été suspendus par la loi du 12 octobre 1940 et n'ont jamais été réactivés |
| Les données manquantes sont à compléter. |                  |                                            |             | |

### conseillers généraux de 1833 à 2015
| Période                                  | Période          | Identité                                          | Étiquette                      | Qualité                                                                                               |
| ---------------------------------------- | ---------------- | ------------------------------------------------- | ------------------------------ | --- |
| Les données manquantes sont à compléter. |                  |                                                   |                                | |
| 1833                                     | 1839             | François Hervieux                                 |                                | Notaire, juge de paix, propriétaire à Bantheville                                                     |
| 1839                                     | 1864             | Philippe Collas-Gatelet                           |                                | Notaire, juge de paix Maire de Montfaucon, conseiller d'arrondissement                                |
| 1864                                     | 1872 (démission) | Pierre Charles Eugène Godart (1818-1899)          |                                | Notaire à Dannevoux                                                                                   |
| 1872                                     | 1874             | Jules Joseph Collas                               |                                | Notaire à Montfaucon                                                                                  |
| 1874                                     | 1880             | Pierre Auguste Didiot                             | Républicain                    | Inspecteur général du service de santé des armées, Paris                                              |
| 1880                                     | 1896 (décès)     | Androphile Mauvais                                | Républicain                    | Notaire, Juge de paix à Commercy, propriétaire Maire de Vilosnes                                      |
| 1896                                     | 1910 (décès)     | Ernest Godart (1847-1910) (fils de Pierre Godart) | Républicain                    | Notaire à Dannevoux, conseiller d'arrondissement                                                      |
| 1910                                     | 1928             | Pierre Adrien Bemer                               |                                | Industriel Maire de Montfaucon, conseiller d'arrondissement                                           |
| 1928                                     | 1940             | André Beauguitte                                  | RG                             | Sous-préfet, domicilié à Sivry-sur-Meuse et à Paris Député (1932-1942) Ministre (janvier à juin 1936) |
|                                          |                  |                                                   |                                | |
| 1945                                     | 1955             | Jean Vuillaume                                    | MRP                            | Cultivateur Conseiller municipal de Dannevoux (1947-1965) Député (1945-1951)                          |
| 1955                                     | 1986 (décès)     | André Beauguitte                                  | RGR puis CNIP puis RI puis UDF | Député (1956-1978) Maire de Verdun (1965-1977)                                                        |
| 1986                                     | 2015             | Denis Cordonnier                                  | RPR puis UMP                   | Agriculteur Maire de Gercourt-et-Drillancourt                                                         |

## Démographie
| 1968  | 1975  | 1982  | 1990  | 1999  | 2006  | 2011  | 2012  |
| ----- | ----- | ----- | ----- | ----- | ----- | ----- | ----- |
| 2 986 | 2 605 | 2 440 | 2 324 | 2 227 | 2 257 | 2 359 | 2 365 |